# Asthenochrysa viridula
Asthenochrysa viridula är en insektsart som först beskrevs av Adams 1978.  Asthenochrysa viridula ingår i släktet Asthenochrysa och familjen guldögonsländor. Inga underarter finns listade i Catalogue of Life.